# Koosharem
Koosharem – miasto w Stanach Zjednoczonych, w stanie Utah, w hrabstwie Sevier.